# Заповідник Ісхакбіні Хірола
Заповідник Ісхакбіні Хірола — це громадська природоохоронна територія, розташована в окрузі Гарісса, Кенія. Заповідник займає приблизно 72 км2. Він розташований уздовж східного берега річки Тана та межує з колишнім заповідником приматів річки Тана (1976—2007).
Попри свій невеликий розмір, заповідник є основним притулком і місцем розмноження ендемічної антилопи Хірола, яка перебуває під загрозою зникнення. Разом із національним заповідником Аравале заповідник є ключовою частиною середовища існування Хіроли.
У 2005 році з метою збереження хіроли як частини своєї природної та культурної спадщини чотири місцеві громади (Котіле, Коріса, Хара та Абаратіло) за підтримки Northern Rangelands Trust розробили та висунули пропозицію до уряду Кенії, у результаті чого був заснований заповідник Ісхакбіні Хірола[джерело?].

## Птахи
Кількість видів птахів у заповіднику оцінюють у 350 видів. 60 % від загальної кількості родин птахів, зареєстрованих у Кенії, присутні в заповіднику. 13 видів занесено до регіонального Червоного списку Східної Африки, включно з бурим стерв'ятником і ткачиком Кларка. Інші, більш поширені види, що населяють заповідник, — це ябіру сенегальський, саїманга пурпурова, білогорла бджолоїдка та чубатий турач.